# Szabó Máté Dániel
Szabó Máté Dániel (Székesfehérvár, 1976. december 1. –) jogász, adatvédelmi szakértő, a Társaság a Szabadságjogokért szakmai igazgatója, a Miskolci Egyetem Állam- és Jogtudományi Kar Információs és Médiajogi Tanszékének oktatója.
2000-ben végzett az ELTE Állam- és Jogtudományi Karán, majd három évig az adatvédelmi biztos munkatársaként dolgozott, kezdetben Majtényi László, majd Péterfalvi Attila mellett. 2004-től 2013-ig az Eötvös Károly Közpolitikai Intézetben dolgozott, Majtényi László ORTT-elnökké választásakor átvette az intézet vezetésének teendőit. 2013-ban a TASZ-nál folytatta munkáját, mint annak szakmai igazgatója.
Az ELTE Alkotmányjogi Tanszékén 2000-től kezdve volt óraadó, alkotmányjogot oktatott és információs jogi kurzust vezetett. 2011-től 2015-ig tanított a Miskolci Egyetemen. Kutatási területe az információs önrendelkezés, valamint a nyilvánosság és a bizalmasság alkotmányjogi vetületei. Közéleti megnyilvánulásai a személyes adatok védelmével, az információszabadsággal, a szólásszabadsággal, a gyülekezési joggal, valamint az alkotmányosság védelmével függenek össze. Az egyik legújabb alapjogi tankönyv társszerzője.

## Külső hivatkozások
- Interjú Szabó Máté Dániellel a jogiforum.hu-n
- És kit érdekel, akit nem érdekel? Élet és Irodalom, L. évfolyam 21. szám, 2006. május 26.
- Egy ál-adatvédelmi vita margójára. Élet és Irodalom, LII. évfolyam 26. szám, 2008. június 27.